# Helaeomyia
Helaeomyia is een vliegengeslacht uit de familie van de oevervliegen (Ephydridae).

## Soorten
- H. petrolei (Coquillett, 1899)